# دودلي دودلي
دودلي دودلي (بالإنجليزية: Dudley Dudley)‏ هو مصارع محترف أمريكي، ولد في 1973 في سان أنطونيو في الولايات المتحدة.

## وصلات خارجية
- دودلي دودلي على موقع CageMatch worker (الإنجليزية)

- دودلي دودلي على موقع IMDb (الإنجليزية)
- دودلي دودلي على موقع قاعدة بيانات الفيلم (الإنجليزية)